# Cormocephalus laevipes
Cormocephalus laevipes är en mångfotingart som beskrevs av Pocock 1891. Cormocephalus laevipes ingår i släktet Cormocephalus och familjen Scolopendridae. Inga underarter finns listade i Catalogue of Life.